# Jack and the Beanstalk (film, 1922)
Pour les articles homonymes, voir Jack et le Haricot magique (homonymie).
Pour plus de détails, voir Fiche technique et Distribution.
Jack and the Beanstalk ((traduisible par Jack et le Haricot magique) est un court métrage d'animation sorti en septembre 1922 produit le studio Laugh-O-Gram, fondé par Walt Disney à Kansas City, avant sa mise en faillite en juillet 1923 et le départ de Walt pour Hollywood. Il est basé sur le conte anglais Jack et le Haricot magique.

## Synopsis
Jack obtient de haricots magiques qui le mèneront à un château dans le ciel...  

## Fiche technique
- Titre original : Jack and the Beanstalk
  - Titre alternatif : On the Up and Up[2]
- Série : Laugh-O-Gram
- Réalisateur : Walt Disney
- Scénario[3] : Walt Pfeiffer
- Animateur[3],[4] : Walt Disney, Hugh Harman, Rudolf Ising, Carman Maxwell, Lorey Taque, Otto Walliman
- Producteur : Walt Disney
- Production : Laugh-O-Gram Films
- Distribution : Leslie B. Mace
- Date de sortie : septembre 1922[3]
- Format d'image : Noir et Blanc
- Durée[3] : 8 min
- Langue : (en)
- Pays de production :  États-Unis

## Commentaires
Une version avec Mickey Mouse comme vedette du conte a été produite en 1947, Mickey et le Haricot magique
Durant de nombreuses années Jack and the Beanstalk est considéré comme l'un des deux courts-métrages du studio avec Goldie Locks and the Three Bears a ne pas avoir survécu. En octobre 2010, deux historiens de l'animation du Museum of Modern Art de New York, David Gerstein et Cole Johnson, annoncent avoir découvert deux dessins animés disparus catalogués sous des noms alternatifs. Dans les archives du MoMA, Cole Johnson a retrouvé Goldie Locks and The Three Bears sous le titre The Peroxide Kid donné lors d'une rediffusion de 1929 tandis que Gerstein a retrouvé Jack The Giant Killer sous le nom The K-O Kid. Gerstein précise qu'il a aussi découvert les deux derniers films considérés comme perdu Cinderella et Jack and The Beanstalk dans une collection privée.

## liens externes
- Ressources relatives à l'audiovisuel :   - Disney A to Z
  - IMDb
  - OFDb
  - The Movie Database